# PSR J1748-2446ad

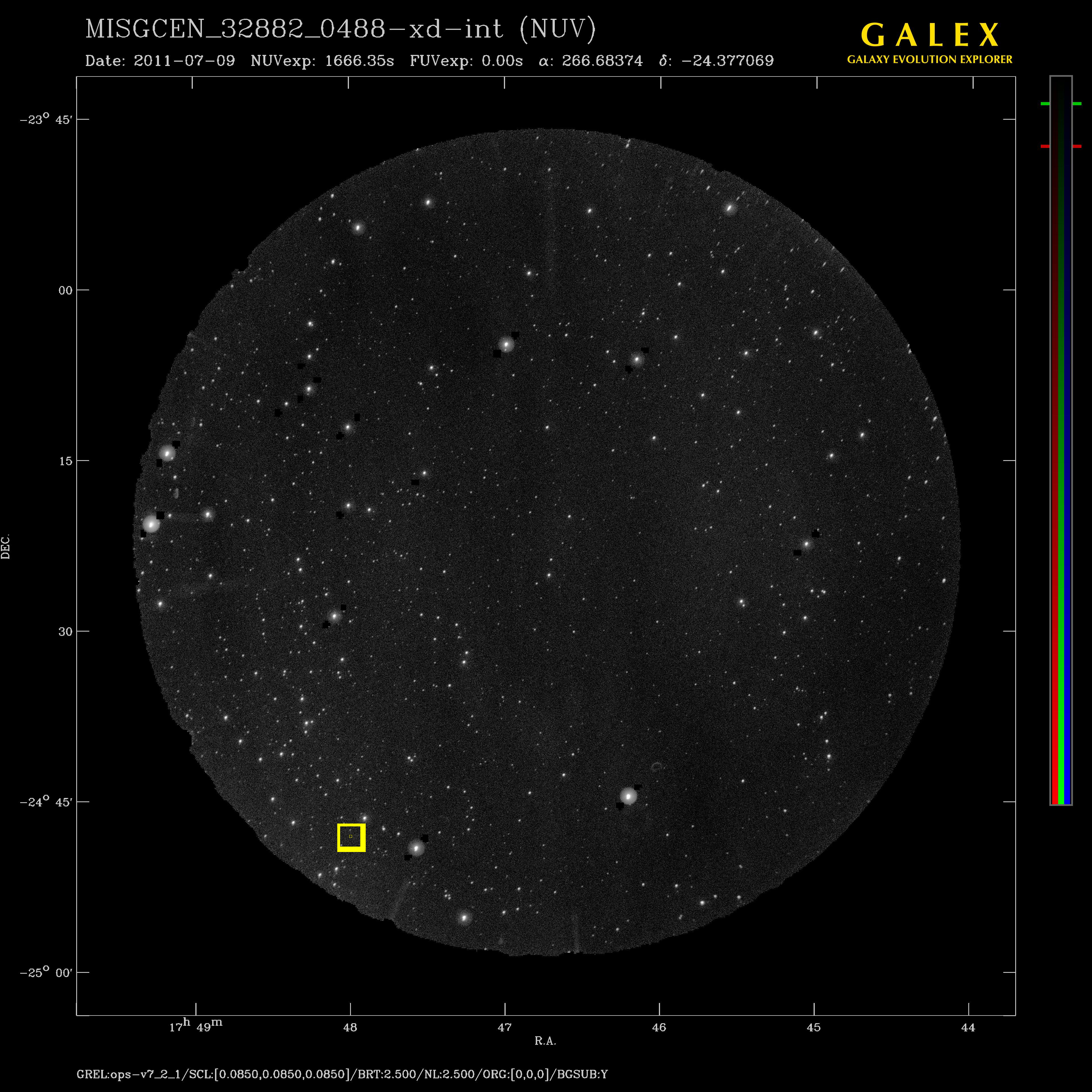
موقع PSR J1748-2446ad في سماء الليل

PSR J1748-2446ad هو أسرع النجوم النابضة المعروفة بسرعة 716 هرتز أو 716 مرة في الثانية.

## الإكتشاف
اكتشف هذا النجم النابض بواسطة جيسون دبليو هيسلز من جامعة مكغيل في 10 نوفمبر 2004 وتم تأكيده في 8 يناير 2005.

## نبذة
تم حساب أن النجم النيوتروني يحتوي على أقل من ضعف كتلة الشمس بقليل ضمن النطاق النموذجي لنجوم النيوترون. يقتصر نصف قطرها على أقل من 16 كم. في خط الاستواء يدور بسرعة تقارب 24٪ من سرعة الضوء أو أكثر من 70,000 كم في الثانية.
يقع النجم النابض في مجموعة كروية من النجوم تدعى تيرزان 5 وتقع على بعد حوالي 18000 سنة ضوئية من الأرض في كوكبة القوس.